# Jeremy Irons
Jeremy John Irons (Cowes, 19 de setembro de 1948) é um ator britânico, vencedor de um Oscar, três Emmy e um Tony.

## Primeiros anos
Jeremy Irons nasceu em Cowes, na Ilha de Wight. A sua mãe, Anne Bereton Brymer (nome de solteira Sharpe; 1914-1999) era dona de casa e o seu pai, Paul Dugan Irons (1913-1983) era contabilista. O seu tetra-avô era da polícia e foi despedido por aparecer embriagado no trabalho. Um dos seus antepassados, por parte da mãe, era de County Cork na Irlanda, local onde Jeremy vive pelo menos desde fevereiro de 2011. Jeremy tem um irmão, Christopher (nascido em 1943) e uma irmã, Felicity Anne (nascida em 1944).
Jeremy frequentou a Sherborne School em Dorset (entre 1962 e 1966). Enquanto estudante, Jeremy fez parte de uma banda onde tocava bateria e harmónica. A banda chamava-se Four Pillars of Wisdom e Jeremy tocava temas como "Stairway to Heaven" e "Moon River" na harmónica. Aos domingos à tarde a banda atuava no laboratório de física da escola durante duas horas. Escolhiam esse local porque os alunos não estavam autorizados a frequentar locais que não fossem de estudo de forma a desencorajar a preguiça.
Para além da música, Jeremy era uma parte de uma dupla de comédia que atuava no Halloween e nos jantares de fim de semestre.

## Carreira
Jeremy Irons estudou arte dramática na conceituada escola Bristol Old Vic School e acabou por entrar para a companhia de teatro Bristol Old Vic, onde ganhou experiência a trabalhar em diversas peças, desde obras de Shakespeare até dramas contemporâneos.
Em 1971, mudou-se para Londres e acabou por conseguir o papel de João Baptista na peça de teatro Godspell. Iniciou uma carreira bem sucedida no teatro no West End e na televisão, tendo-se estreado no cinema no filme Nijinski (1980), que conta a história deste famoso bailarino russo. Sendo extremamente elegante e bem-falante, Jeremy Irons encaixava perfeitamente em papéis que retratassem membros da aristocracia. Assim, em 1981, desempenhou o papel principal na famosa série da BBC Brideshead Revisited (Reviver o Passado em Brideshead), que contava, entre outros nomes consagrados, com a presença de Laurence Olivier e a sua fama ultrapassou as fronteiras da Europa, chegando aos Estados Unidos. Nesse mesmo ano, contracenou com Meryl Streep no filme The French Lieutenant's Woman (A Mulher do Tenente Francês). Volta a dar provas do seu talento no papel de um missionário no filme The Mission (A Missão, 1986), ao lado de Robert DeNiro, trabalho que lhe valeu uma nomeação para o Globo de Ouro.
Dois anos depois, Irons desempenhou o papel de dois gémeos ginecologistas com uma relação bastante forte e que vão caminhando, ao longo do filme, para a separação, no controverso e chocante trabalho do realizador David Cronenberg, Dead Ringers (Irmãos Inseparáveis, de 1988). Em 1990, desempenhou o papel de um milionário suspeito de assassínio no filme Reversal of Fortune (O Reverso da Fortuna), onde contracenou com Glenn Close, desempenho que lhe valeu o Óscar de Melhor Ator (principal) e o Globo de Ouro de melhor ator em filme dramático.
Consagrado como um dos actores mais respeitados tanto na Europa como nos Estados Unidos, a sua carreira conta com outros filmes de renome como Kafka (1990), Damage (Perdas e Danos, de 1992), uma película do aclamado realizador francês Louis Malle na qual Irons contracena com Juliette Binoche, M. Butterfly (1993), novo encontro do actor com o realizador David Cronenberg, num filme que narra uma história, passada na China, de um diplomata francês, desempenhado por Jeremy Irons, que se apaixona por uma misteriosa cantora de ópera.
Ainda nesse ano, Jeremy Irons deslocou-se a Portugal, onde se desenrolou parte das filmagens de The House of the Spirits (A Casa Dos Espíritos), um filme inspirado no livro de Isabel Allende. Para além de Irons, o elenco de luxo desta película contou com nomes como os de Glenn Close e Meryl Streep, com quem já trabalhara anteriormente, Winona Ryder e Antonio Banderas.
No ano seguinte, dá a voz ao sinistro "Scar", no filme de animação The Lion King (O Rei Leão, de 1994), e, em 1995, participa de Die Hard with a Vengeance (Die Hard: A Vingança, de 1995), um filme de acção, género até então pouco habitual para este ator, que desempenha o papel do terrorista vilão Simon, com Bruce Willis no papel do "Herói".
Em 1996, participa no drama romântico de Bernardo Bertolucci, Stealing Beauty (Beleza Roubada) e, um ano depois, o actor oferece ao público um desempenho subtil e comovente, vestindo a pele de "Humbert Humbert", no filme Lolita (1997), adaptado do romance homónimo pelo realizador Adrian Lyne. No ano seguinte, juntou-se a outros nomes famosos - John Malkovich, Gérard Depardieu, Gabriel Byrne, e Leonardo DiCaprio - como um dos "Mosqueteiros", no filme The Man in the Iron Mask (O Homem da Máscara de Ferro, de 1998). Em 2002, foi o vencedor do César de Honra francês, em homenagem à sua carreira. Nesse ano, participou também em The Time Machine (A Máquina do Tempo de 2002).
Em 2006, ganhou o Golden Globe Award de melhor ator coadjuvante em televisão e o Emmy de Melhor Ator Coadjuvante por Elizabeth I.
Em 2011 ele protagonizou uma série "Os Bórgias" do canal TCM no papel do Papa Alexandre VI, que conta a trajetória da família Bórgias no poder do Vaticano. Mostrando o lado obscuro da igreja e a perversidade do papado daquele século.

## Vida pessoal

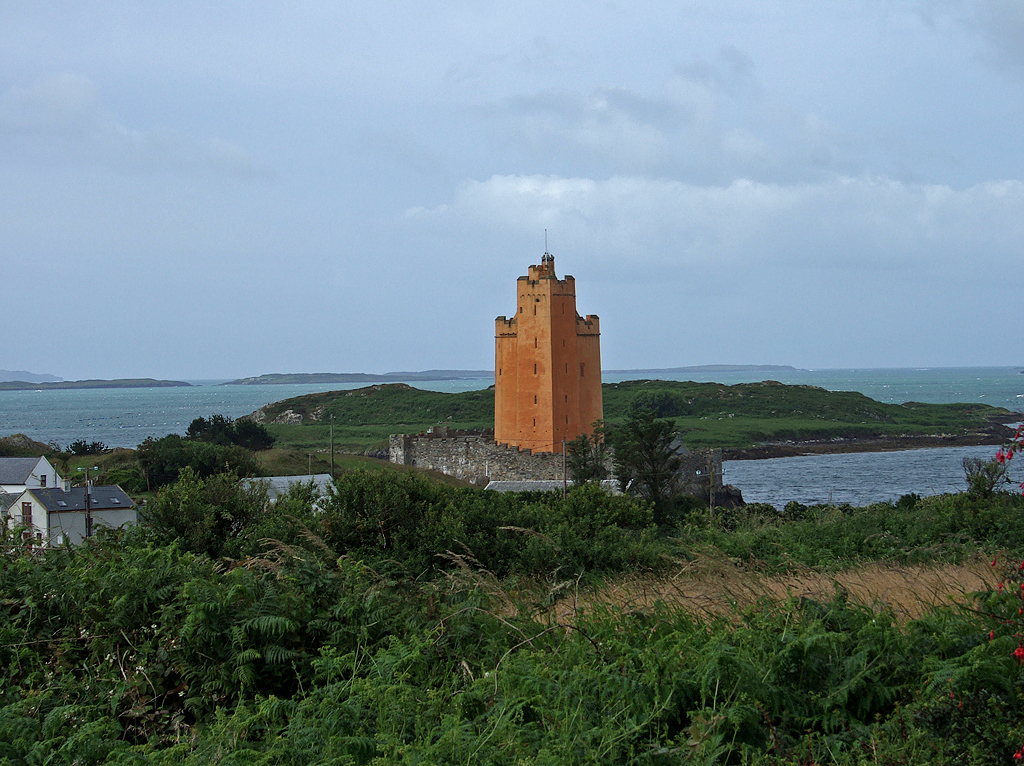
Kilcoe Castle, construído por volta de 1450 e propriedade de Jeremy Irons

Jeremy casou-se com Julie Hallam em 1969 e divorciou-se no mesmo ano. Em 1978 casou-se com a atriz Sinéad Cusak. O casal tem dois filhos, Sam (n. 1978) que é fotógrafo, e Max Irons (n. 1985), que também é ator. Os dois filhos de Jeremy já apareceram em filmes com o pai: Sam fez o papel de herói epónimo em Danny, Champion of the World e Max participou em Being Julia. Tanto a esposa como os filhos de Jeremy são católicos. Quanto ao próprio, disse: "Não vou muito à igreja porque não gosto de pertencer a um clube e não me confesso nem nada do género, não acredito nisso. Mas tento estar atento ao que falho e às vezes vou à missa. Odiaria ser o tipo de pessoa que não tem um lado espiritual porque sem isso não há nada a satisfazer a não ser o desejo de fazer compras".
Jeremy adquiriu o Kilcoe Castle (que pintou de cor-de-rosa) em County Cork na Irlanda e envolveu-se na política local. Também tem outra casa em Liberties, Dublin. Irons é benfeitor da Chiltern Shakespeare Company.
Em setembro de 2008 Jeremy recebeu uma matrícula vitalícia honorária na Sociedade de Direito da University College de Dublin em virtude da sua contribuição para a televisão, o cinema, a narração, a música e o teatro. No mesmo ano também recebeu um Doutoramento Honorário da Southampton Solent University.

## Ativismo

### Trabalho para a caridade
Na edição de 1991 dos Tony Awards, Jeremy Irons foi uma das poucas celebridades a usar o recém-criado laço vermelho que simboliza o apoio à luta contra a SIDA e foi a primeira celebridade a utilizar o símbolo numa transmissão televisiva. Jeremy apoia um grande número de instituições de caridade, incluindo a Prison Phoenix Truste a Evidence for Development, sendo um benfeitor ativo em ambas.
Em 2010, Jeremy protagonizou um vídeo promocional para o projeto 1billionhungry, um apelo a nível mundial para conseguir pelo menos um milhão de assinaturas numa petição para chamar a atenção dos líderes mundiais para a priorização da questão da fome nos seus programas políticos. Em 2013 narrou o documentário "Sahaya Going Beyond" sobre o trabalho da instituição de caridade Sahaya Internacional.

### Opiniões políticas
Em 1998, Jeremy e a sua esposa surgiram na lista dos maiores doadores privados do Partido Trabalhista. Em 2004, o ator anunciou publicamente o seu apoio à Countryside Alliance, uma organização inglesa que promove as questões rurais e disse que a proibição da caça era "um roubo escandaloso de liberdade civil" e "uma de duas das votações parlamentares mais devastadoras do último século".
Em abril de 2013, o apresentador do Huffpost Live, Josh Zepps, pediu a opinião de Jeremy em relação ao casamento de pessoas do mesmo sexo nos Estados Unidos. O ator respondeu: "Se assim fosse, um pai não poderia casar-se com o seu filho?". Zepps respondeu que existem leis contra o incesto que impediam essa situação. Jeremy disse que "não existe incesto entre homens. O incesto serve para nos proteger da consanguinidade, mas os homens não se reproduzem". e questionou-se se o casamento entre pessoas do mesmo sexo não permitiria que os pais legassem as suas propriedades aos filhos para fugir aos impostos. Sobre a questão de os defensores dos direitos dos homossexuais pedirem o casamento entre pessoas do mesmo sexo e não a união civil, Jeremy disse: "Parece-me que agora estão a lutar pelo nome," e "preocupa-me que isso signifique que vamos denegrir ou mudar o que é o casamento. Isso preocupa-me".
Mais tarde, Jeremy esclareceu os seus comentários e disse que estava a apenas a dar um exemplo de uma situação que poderia causar um "pântano legal" em virtude das leis que permitem o casamento entre pessoas do mesmo sexo. Disse ainda que os seus comentários foram mal interpretados e acrescentou que alguma relações entre homossexuais são mais "saudáveis" do que muitas heterossexuais.

### Medicina alternativa
Jeremy Irons foi criticado pelo British Medical Journal por ter feito doações ao The College of Medicine, um grupo com interesses na área da medicina alternativa que também já recebeu apoio do príncipe Carlos.

## Filmografia selecionada
- Love, Weddings & Other Disasters (2020)
- Watchmen (série) - 2019
- Sobrevivendo ao meu pai (filme) - 2018
- Liga da Justiça (filme) - 2017
- Assassin's Creed (filme) - 2017
- Batman v Superman: Dawn of Justice - 2016
- O Homem que viu o Infinito - 2015
- Dezesseis Luas - 2013
- The Hollow Crown (série) - 2012
- As Palavras - The Words - 2012
- Night Train to Lisbon - Comboio Nocturno para Lisboa - 2012
- Margin Call - O Dia Antes do Fim - Margin Call - 2011
- Os Bórgias - série de televisão - 2011
- A Pantera Cor-de-Rosa 2 (The Pink Panther 2, 2009), Alonso Avellaneda
- Appaloosa, 2008…Randall Bragg
- Eragon (idem, 2006) .... Brom
- Cruzada (Kingdom of Heaven, 2005).... Tiberias
- O Mercador de Veneza (The Merchant of Venice, 2004) .... Antônio
- A Máquina do Tempo (The Time Machine, 2002) .... Über-Morlock
- O 4º Anjo (The Fourth Angel, 2001) .... Jack Elgin
- Dungeons and Dragons (idem, 2000) .... Profion
- O Homem da Máscara de Ferro (The Man in the Iron Mask, de 1998).
- Lolita (idem, 1997) .... Humbert Humbert
- Beleza Roubada (Stealing Beauty, 1996) .... Alex
- Duro de Matar - A Vingança (Die Hard: With a Vengeance, de 1995)
- O Rei Leão (The Lion King, 1994) (voz) .... Scar
- A Casa dos Espíritos (The House of the Spirits, 1993)
- M. Butterfly (1993)
- Perdas e Danos (Damage,1992)
- Kafka (1990)
- O Reverso da Fortuna (Reversal of Fortune, 1990) .... Claus von Bürlow
- Irmãos Inseparáveis / Gêmeos - Mórbida semelhança (Dead Ringers, 1988).
- A Missão (The Mission, 1986) .... Padre Gabriel
- Traição (Betrayal, 1983) ... Jerry
- A Mulher do Tenente Francês (The French Lieutenant's Woman, 1981) ... Mike